# حاس إمهادي
مدينة حاس إمهادي هي مدينة موريتانياي، تأسست سنة 1972 مع احتدام حمى التقري التي عرفتها المنطقة كنتيجة لسنوات الجفاف، التي ضربت المنطقة إبان السبعينيات، دافعة المواشي إلى التوغل جنوبا داخل مالي بحثا عن المراعي مما استوجب بناء قرى، تابعة لمقاطعة تمبدغة والتي تمتد حدودها لتشمل أم لمداك التي هي أكبر قرى البلدية وأكثرها كثافة ومن أقدمها تقر كما تضم كلا أم لعظام، حاس باب، أشميم، أم لمداك التي تعد من أكبرقرى البلدية كثافة وأقدمها تقر أم كفه، سايله، إكريفيت، اليسر، الدنبايه، إداره، إشوايل، إغراد، إدخينه، طلحايت النسر وتحدها تمبدغة من الشمال وكمبي صالح من الشرق وبوصطيلة من الجنوب وجكني من الغرب وتعتبر «بلدية حاسي إمهادي» ثاني أكبر بلدية بعد بلدية تمبدغة المركزية.

## السكان والقبائل
يتنوع سكان المدينة من مجموعة من القبائل وهما ؛
فخذ أهل إبو المشظوفي الذي انتزع رجالاته لأنفسهم مكانة خاصة عند أمراء مشظوف وذلك بشجاعتهم وإقدامهم وتميزهم في جميع المعارك التي خاضتها مشظوف منذ معركة المجرية الفاصلة بين إدوعيش ومشظوف مرورا بالمعارك مع أولاد إمبارك ومن أشهر رجالات أهل إبو القائد «حمادي ولد الشيخ» الذي كان مفتاح النصر على إرقيبات في معركة إقريجه.
لما استشعر الأفراد المسؤولون عن الاستطلاع (في سرية إرقيبات) قرب سرية مشظوف التي تلاحقهم والمسلحة ببنادق بدائية الصنع وقصيرة المدى (لقشامات) وقع اختيار سرية إرقيبات على وادي بحيرة إقريجة للتحصن في أحراشه خلف مصب المياه (أجار) حيث كانت سرية مشظوف أمام احتمالين فإما أن يقطعوا مصب المياه (أجار) حتى يصل مدى بنادقهم سرية إرقيبات وإما أن لايقطعوه وهو مايعني حتمية تكبد الهزيمة لأن رباعيات سرية إرقيبات متمكنة منهم في حين أن بنادقهم لاتصل إرقيبات.
فأخذ القائد «حمادي ولد الشيخ» المشظوفي (فخذ أهل إبو) زمام المبادرة بحمل حصانه على القفز فوق مصب المياه (أجار) والتحم بسرية إرقيبات وبدأ في الاقتتال معها فشجع ذلك زملاؤه فتبعوه ملتحمين بسرية إرقيبات ودارت رحى المعركة حيث انتصرت سرية مشظوف وعادت بقطعان إبلها وفر فلول سرية إرقيبات.
حمادي ولد الشيخ، هو زعيم فخذ أهل إبو المشظوفي الذي كان دائما حاضرا بقوة وبشجاعة نادرة في جميع المعارك التي خاضتها مشظوف منذ رفضها دفع الغرامة لإمارة إدوعيش وقرارها النزول من تكانت والتوجه إلى الحوض لإسقاط إمارة أولاد إمبارك حيث شارك هذا الفخذ في هزيمة الجيش الذي أرسلته إمارة إدوعيش لإرغام مشظوف على الرجوع إلى تكانت (المعركة دارت رحاها قرب مدينة المجرية حاليا) كما شارك فخذ أهل إبو في جميع أيام مشظوف الأخرى وبشجاعة تصل حد التهور فشارك في حرب إسقاط إمارة أولاد إمبارك وشارك في حرب الاستنزاف ونهب الأموال التي دأبت عليها قبائل الصحراء الغربية خاصة إرقيبات، أولاد إدليم وأولاد بسبع ضد القبائل الموريتانية متذرعة بفتوى صادرة عن الشيخ ماء العينين تبيح أموال القبائل الموريتانية لتعاونها مع المستعمر الفرنسي وعدم انخراطها في مقاومته.
عرف «حمادي ولد الشيخ» بأنه رجل إمارة مشظوف القوي وقائدها العسكري المغوار حتى أصبح البعض يقارن مركزية «حمادي ولد الشيخ» لإمارة مشظوف كمركزية الحجاج بن يوسف الثقفي للدولة الأموية لذلك كان لفخذ أهل إبو عامة وحمادي ولد الشيخ بالخصوص منزلة خاصة عند أمراء مشظوف فكان الرجل الوحيد الذي له الحق في مقابلة الأمير متى شاء وفي أي وقت شاء وكان الوحيد الذي يحق له دخول حظيرة خيمة الإمارة مرتديا سرواله وأحذيته وممتشقا بندقيته فلايحق لأي رجل آخر دخول حظيرة خيمة الإمارة إلابأذن مسبق وبعد أن ينزع سرواله ويخلع نعليه خارج الحظيرة.
لشدة جراءة «حمادي ولد الشيخ» على الأمير فإن بعض أعيان مشظوف وزعماء أفخاذها كان لهم موعد مسبق للاجتماع مع الأمير فسألوا «حمادي ولد الشيخ» عن ما إذا كان بإمكانه أن يتجاوز الخطوط الحمراء للأمير في اجتماعهم القادم فقال لهم أنه يستطيع (الخطوط الحمراء هي أن يمد حمادي يده للقنينة التي تحوي مسحوق الشم الخاص بالأمير وأن يشم منها ويسأل الأمير بأي ثمن سبيع له جواده) وعند التآم المجلس دخل «حمادي ولد الشيخ» ممتشقا بندقيته ومرتديا سرواله وأحذيته وإضطجع بجانب الأمير ومد يده لقنينة مسحوق الشم الخاصة بالأمير وشم منها حتى عطس ثم سأل الأمير، بكم ستبيع لي جوادك؟ فاستشاط الأمير غضبا وكرر ثلاث مرات عبارة «إلا أنت وحدك يا إحميمادي.إلا أنت وحدك يا إحميمادي.إلا أنت وحدك يا إحميمادي..» فعرف أعيان مشظوف أن لحمادي ولد الشيخ، منزلة خاصة عند أمراء مشظوف ربما لأنهم يقدرون أنه أحد الأوتاد العسكرية التي لايمكن للإمارة الاستغناء عنها.
ومن الاحتكاكات التي حصلت بين أسرة الأمير وأسرة حمادي ولد الشيخ والتي أثبتت أن حمادي لايقبل الضيم هي إقدام ابن الأمير على إطلاق النار على جرو يملكه الشيخ ولد بيبه (ابن إميتو بنت حمادي قبل زواجها من النابغة) عند بئر البدع وعندما عاد حمادي إلى أسرته من رحلة قنص وجد الشيخ ولد بيبه لا زال يبكي فسأله ماذا يبكيك يا ولدي؟ فأجابه أن ابن الأمير قتل جروه فأجابه حمادي، يا إبني طب نفسا أن كل أولئك الذين شاهدوك تبكي أول النهار سيشاهدون أبناء الأمير يبكون آخره وتكون هذه بتلك، توشح حمادي بندقيته وتوجه نحو خيمة الأمير القريبة من خيمته وصوب بندقيته صوب ظبية مملوكة لأبناء الأمير كانت ترعى في إحدى شجر «أيش» إلى الشرق من خيمة الأمير فأرداها قتيلة وأسند البندقية فوق فريستها وعاد إلى خيمته، ساد البكاء والصراخ والعويل عائلة الأمير وهي ترى ظبيتها المدللة تهوي إلى الأرض فما كان من الأمير إلا أن يرسل رسولا إلى حمادي يطلب منه أن يعيد إليه رباعيته التي كان يعيره فأجاب حمادي رسول الأمير «أرجع إلى الأمير وأبلغه أن رباعيته مسندة على فريسة ظبيته». فكانت تلك الحادثة رسالة قوية مفادها أن حمادي سينتزع حقه من أي أحد حتى ولو كان الأمير نفسه.
الشيخ ولد بيبه هو ابن أسرة أهل بيبه التي تتزعم فخذ أهل موسى المشظوفي القاطن في قرية أشميم وأم إعشيش (آمورج) وينتمي إليه العديد من آدوابه داخل جمهورية مالي وتربى الشيخ ولد بيبه في بيت جده من أمه حمادي ولد الشيخ إلى أن آلت إليه زعامة فخذ أهل موسى.
ويتوزع فخذ أهل إبو على قرى: حاس إمهادي، حاس باب، لكليوات الغربيين، زمزم، بوحجرة وحاس الخالفة ومدينة تمبدغة ومدينة نواكشوط.

## معالم
إقريجه هي بحيرة فصلية ارتبط إسمحها بالمعركة التي خاضتها سرية من مشظوف ضد سرية من إرقيبات مسلحة بالرباعيات بعيدة المدى اغتصبت لتوها قطعانا من إبل مشظوف وساقتها شمالا متوجهة إلى الصحراء الغربية.